# Journal of Egyptian History
Das Journal of Egyptian History („Zeitschrift für Ägyptische Geschichte“) ist eine seit 2008 jährlich erscheinende wissenschaftliche Fachzeitschrift, die sich schwerpunktmäßig mit Themen der Ägyptologie, Papyrologie und Altorientalistik beschäftigt. Sie wurde mit dem Ziel ins Leben gerufen, eine umfassende Geschichte Ägyptens von der Jungsteinzeit bis zur modernen Rezeption des alten Ägypten zu schreiben. Dementsprechend behandeln die gedruckten Beiträge neben der politischen auch die soziale und ökonomische Geschichte Ägyptens, die Geistesgeschichte sowie die moderne Rezeptionsgeschichte.